# 48888 REXIS
48888 REXIS este o planetă minoră (asteroid) din centura de asteroizi. A fost descoperită pe 22 mai 1998 la Stația Anderson Mesa de Lowell Observatory Near-Earth-Object Search. 
Obiectul prezintă o orbită caracterizată de o semiaxă mare de 2,2927937114565 UAi, o excentricitate de 0,18260746291811, o înclinație de 4,0407077106553 ° în raport cu ecliptica.